# Trockene Klamm

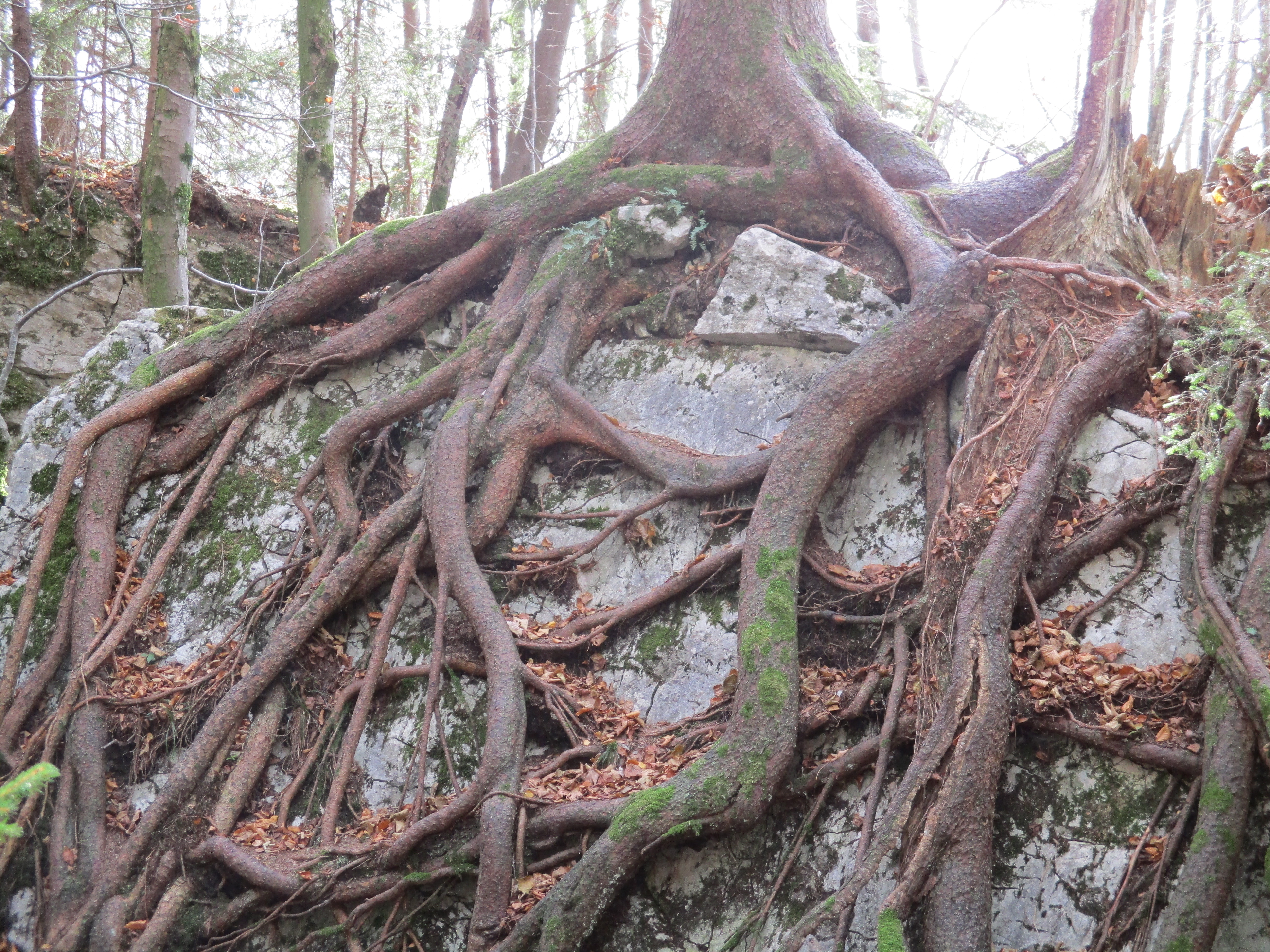

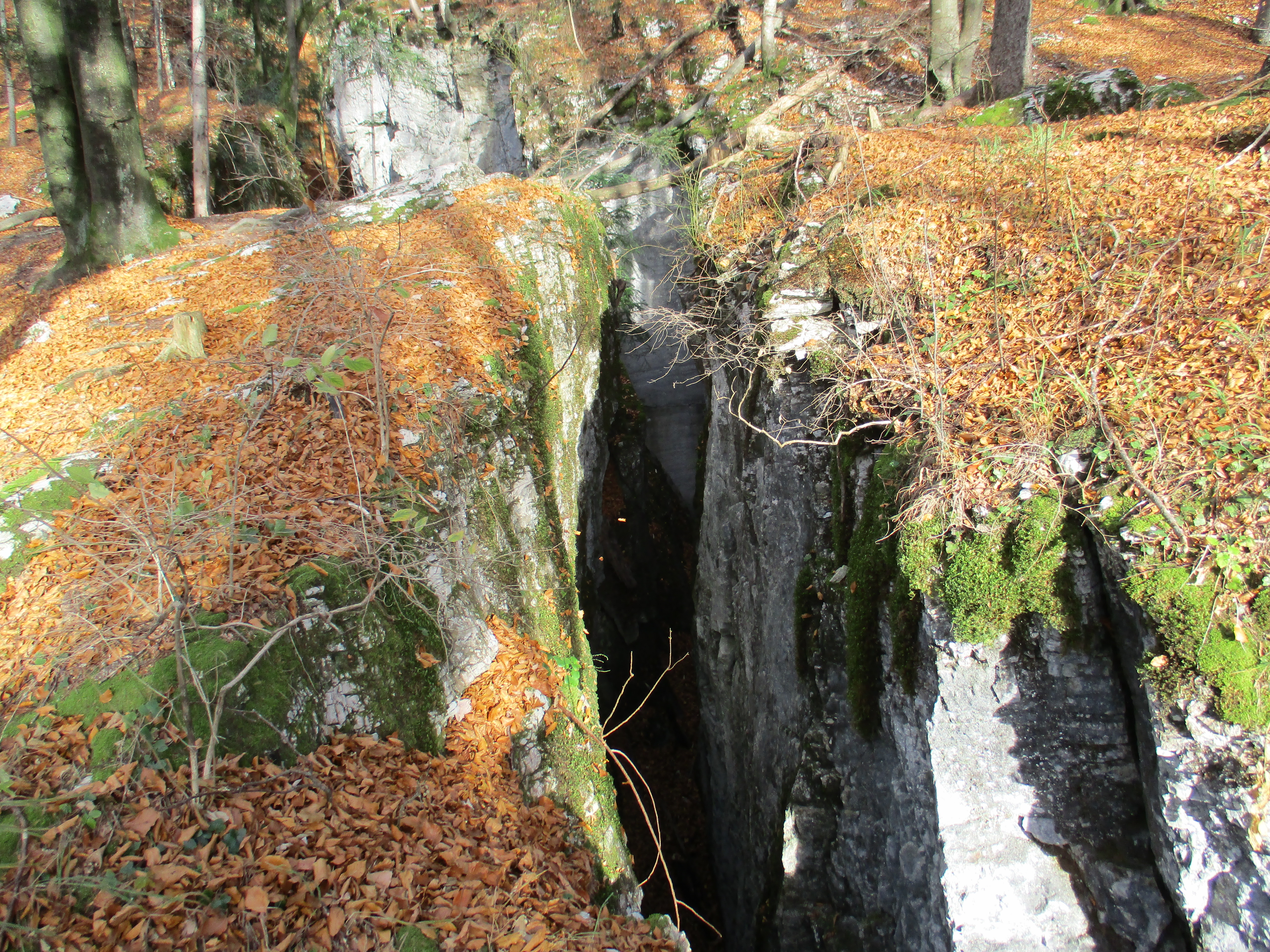

Die Trockenen Klammen sind ein Gebiet von zerklüfteten Schluchten und Felsbrocken in Elsbethen, einem südlichen Vorort der Stadt Salzburg in Österreich. Der Name der Klamm ist darauf zurückzuführen, dass kein Bach durch die Klamm fließt, so wie es bei anderen Klammen der Fall ist (zum Beispiel die Glasenbachklamm, die sich ebenfalls in Elsbethen befindet). Sie ist ein beliebtes Wanderziel bei den Elsbethnern und den Bewohnern des Umlands. Im Jahre 1936 wurde das Gebiet der Trockenen Klammen zum Naturdenkmal erklärt.
Die gesamte Fläche der Trockenen Klammen, früher auch Ulmerberg- oder Fagerklammen genannt, beträgt etwa 15.000 m². Auf diesem Gebiet befinden sich riesige Felsbrocken und bis zu 20 m tiefe Spalten, die zum Teil mit faulem Laub gefüllt sind und aus denen gelegentlich Nebelschwaden steigen. Der Volksmund spricht dann von sogenannten „rauchenden Schächten“.
Einige der Felsbrocken und Spalten sind so imposant, dass man ihnen Namen gegeben hat. Bestes Beispiel dafür ist die Franzosen-Kluft, die der Bevölkerung während der Drangsalierung durch die napoleonischen Truppen als vorübergehende Zufluchtsstätte diente.  Weitere Beispiele, die verschollen oder nicht mehr zu lokalisieren sind, wären das Binderloch, der Judentempel und die Hohe Warte.
Die Trockenen Klammen entstanden wahrscheinlich durch das Abrutschen einer etwa 20 m starken Schicht aus Oberalmer Kalk auf der darunterliegenden Lias-Mergel Schicht, dadurch kam es zu einer Felszerreißung. Das Abschmelzen der eiszeitlichen Gletscher, die zunächst Halt für die Felsbrocken boten, hat zu diesem Vorgang beigetragen. Durch diese Felszerreißungen entstand auch der Archstein, der sich in der Nähe der Klamm befindet.